# Sarah Barlondo
Sarah Barlondo es una actriz, cantante, conductora y modelo francesa, nacida el 25 de octubre de 1987.

## Biografía
Nació en Sète, Francia. Desde muy joven empezó la práctica de la danza, la música y el canto. Ha sido profesional de tenis desde los 15 años, clasificada en el circuito WTA antes de retomar sus estudios artísticos en Televisa. Es egresada del CEA de Televisa y del Cours Florent de París y del Actors Studio en Nueva York, el Lee Strasberg Theatre and Film Institute. También egresó del conservatorio de música y ha estudiado dirección de cine en la New York Film Academy de Los Ángeles. Sarah Barlondo es políglota. Habla francés, inglés, español y portugués.

## Carrera
Es conocida por su papel en Wonder Woman 1984 y por su trabajo en las telenovelas mexicanas producidas por Televisa y 

Después de trabajar en el cine (La guerre des miss de Patrice Leconte) y de sus trabajos en la televisión francesa, empezó en La fuerza del destino al lado de David Zepeda y Pedro Armendáriz Jr., Ni contigo ni sin ti y Esperanza del corazón en 2011. Consigue su primer papel más importante en Un refugio para el amor, producida por Televisa de la mano de Ignacio Sada Madero con el papel de Aranza y donde actúa al lado de Gabriel Soto, Zuria Vega, y Laura Flores. Después de su trabajo en las telenovelas, estudió arquitectura en Parsons, Architectural Association y se graduó de Central Saint Martins en julio de 2018. Poco después, consiguió su primer papel en Hollywood en la película Wonder Woman 1984.

## Filmografía
- Wonder Woman 1984 de Patty Jenkins  (2020)
- La guerre des miss de Patrice Leconte  (2008): Miss 1995
- La fuerza del destino (2011): Jenny
- Ni contigo ni sin ti (2011): Sara
- Esperanza del corazón (2011): Constanza
- Un refugio para el amor (2012): Aranza
- Mentir para vivir (2013): Oriana (joven)